# Pavol Fedor
Pavol Fedor (ur. 4 stycznia 1971) – słowacki hokeista, reprezentant Słowacji.

## Kariera klubowa
- HK Spišská Nová Ves (1993–1995)
- HK ŠKP Poprad (1995)
- HK Spiska Nowa Wieś (1995–1999)
- Podhale Nowy Targ (1999–2000)
- ESC Dorfen (2000–2001)
- HC Alleghe (2001–2002)
- HK Spiska Nowa Wieś (2002)
- Alba Volán Székesfehérvár (2002–2004)
- SC Miercurea Ciuc (2004–2005)
- Chamonix HC (2005)
- HK Spiska Nowa Wieś (2005–2006)
- MHK Kežmarok (2006–2009)